# Għajn Tuffieħa

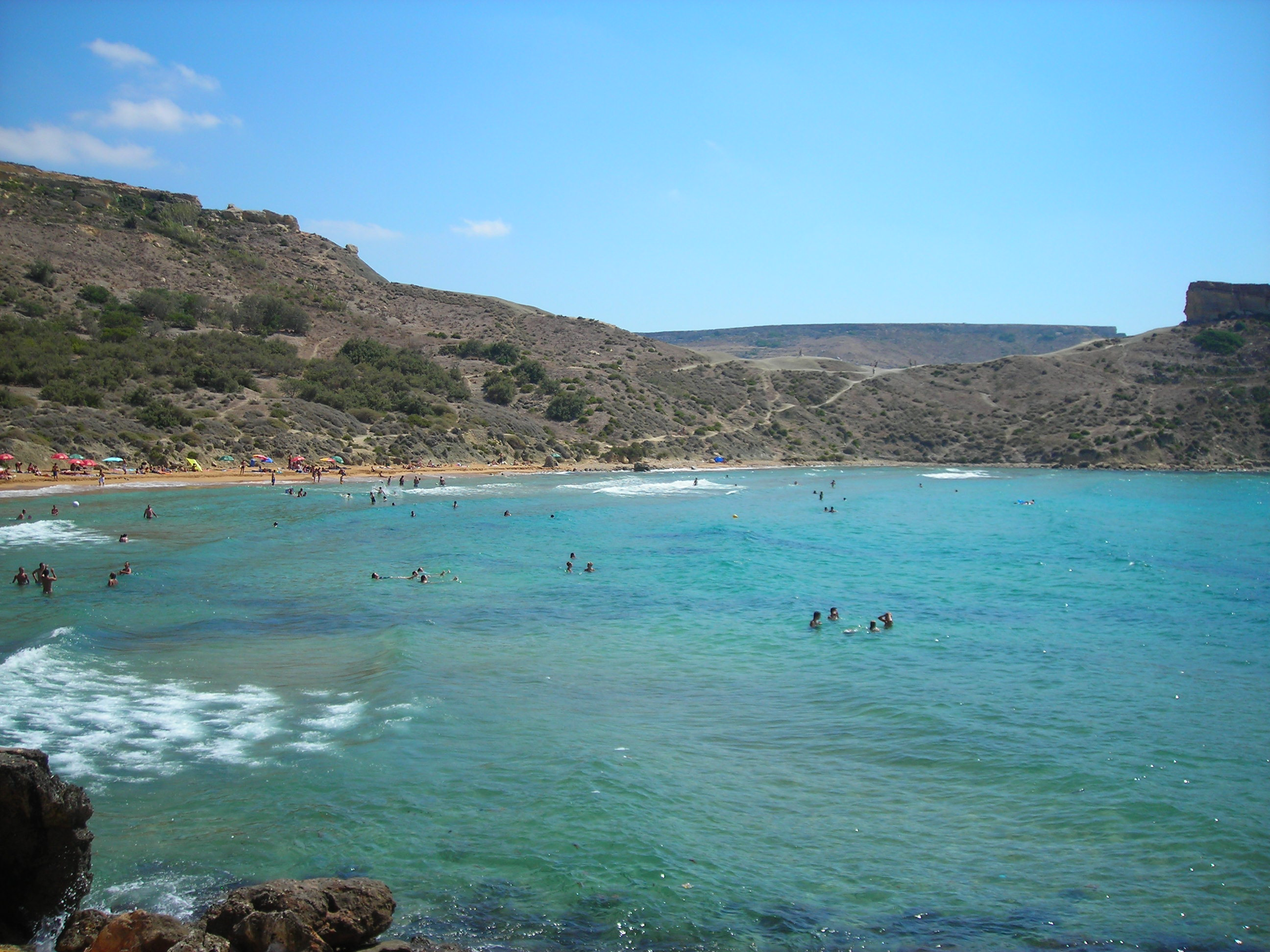
La baie de Għajn Tuffieħa.

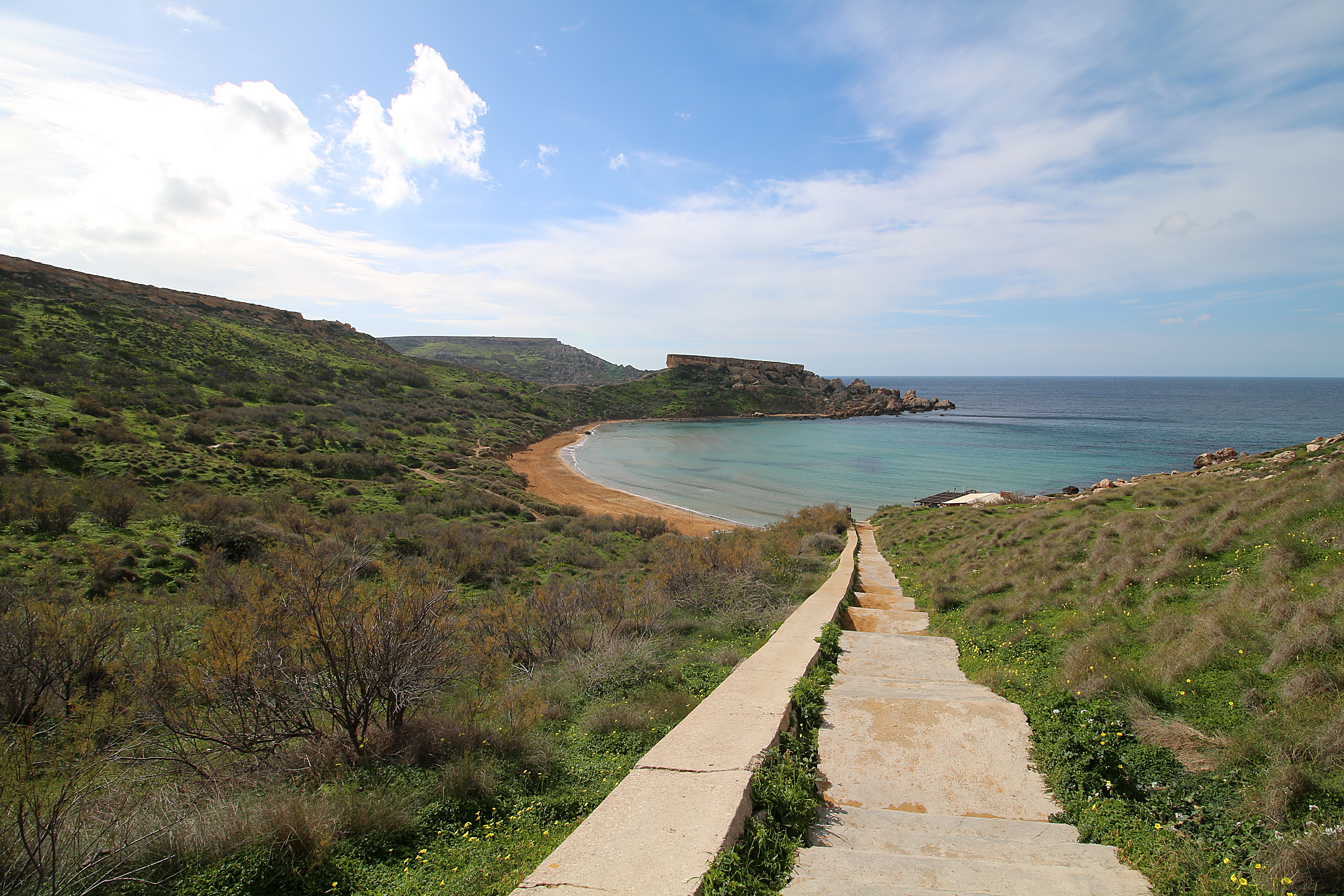
Les escaliers qui mènent à la plage de Għajn Tuffħa

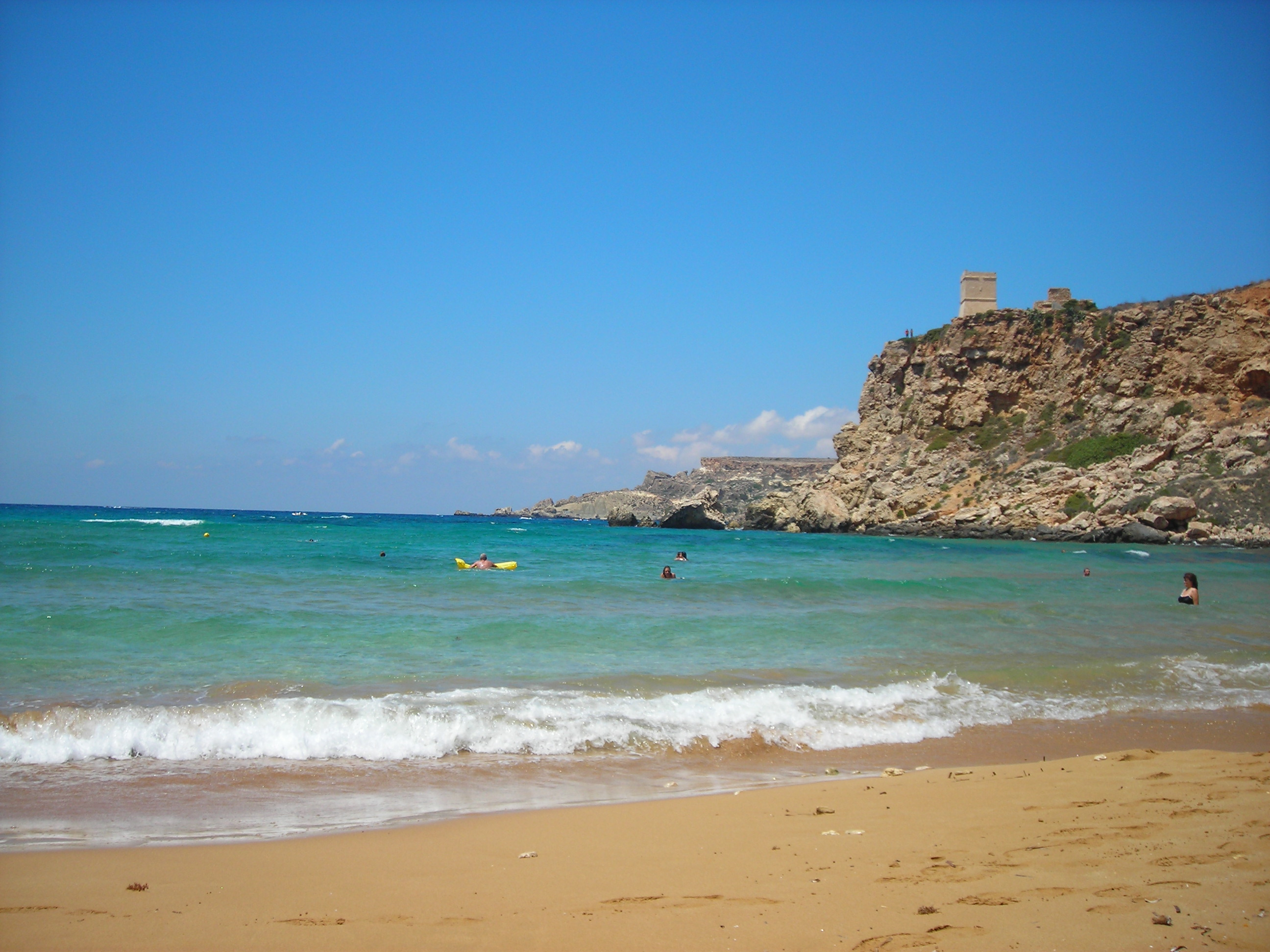
Le sable de Għajn Uffeħa et la tour en arrière-plan.

Għajn Tuffieħa est un centre touristique de Malte, situé dans le nord ouest de Malte près de Manikata, faisant partie du conseil local (Kunsill Lokali) de Il-Mellieħa compris dans la région (Reġjun) Tramuntana.

## Origine
Ce qui a fait le succès de cette partie de Malte est la présence de deux belles plages de sable fin connues des maltais Għajn Tuffieħa Bay et des touristes Golden Bay mais seule cette dernière plage fait partie du territoire du Kunsill Lokali de Il-Mellieħa.

### Toponymie
Għajn Tuffieħa, « source de la pomme » du maltais Għajn « source » et Tuffieħa « pomme ».

## Géographie
Malgré son nom la Għajn Tuffieħa Bay se trouve sur le territoire du Kunsill Lokali de L-Imġarr

### Golden Bay
Golden Bay (en maltais : Ramla tal-Mixquqa) est l'une des quelques plages de sable de la côte ouest de Malte. La plage de sable à la couleur jaune d'or, d'où le nom de Golden Bay, est en pente douce aux vagues peut formées par beau temps.
Un grand hôtel de luxe est construit sur la colline surplombant la plage avec un accès direct à la plage. Se trouve aussi un des rares terrains de camping de l'île.

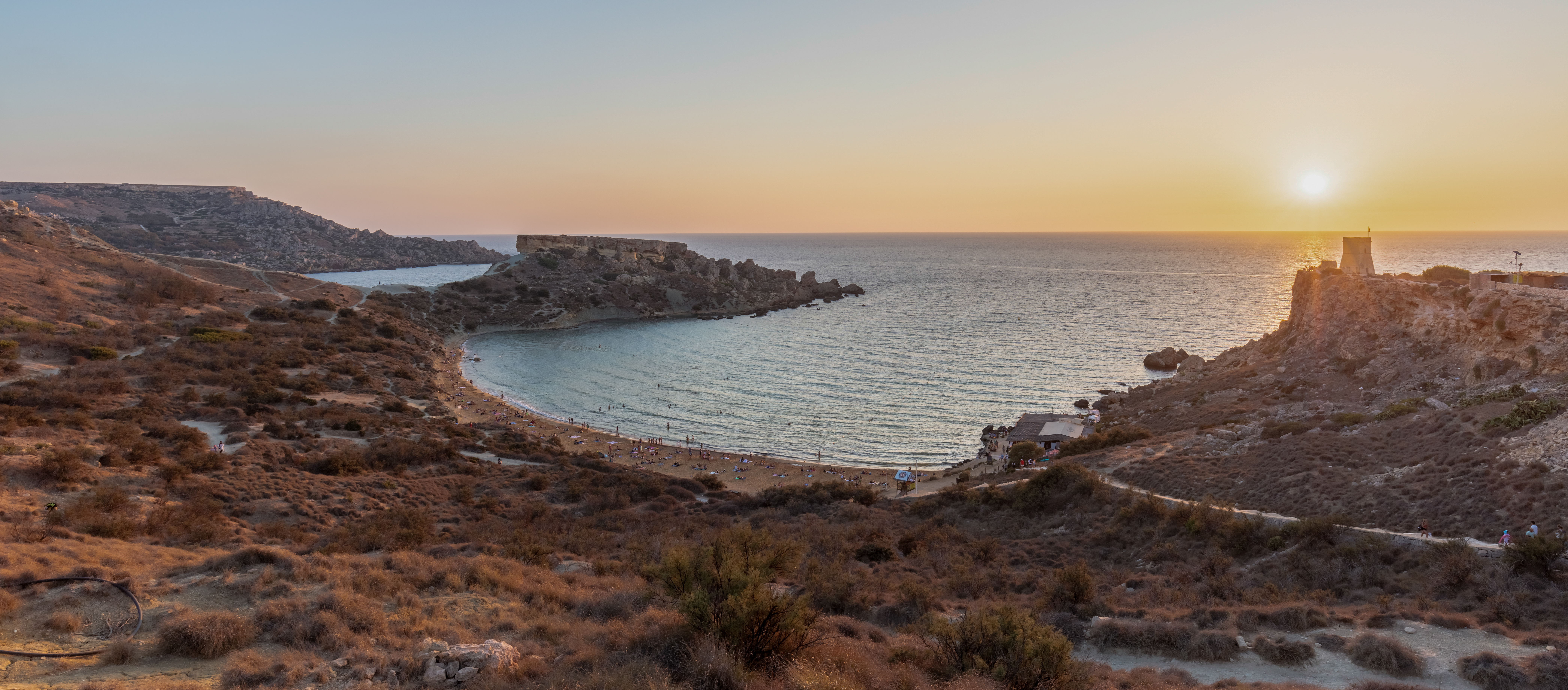
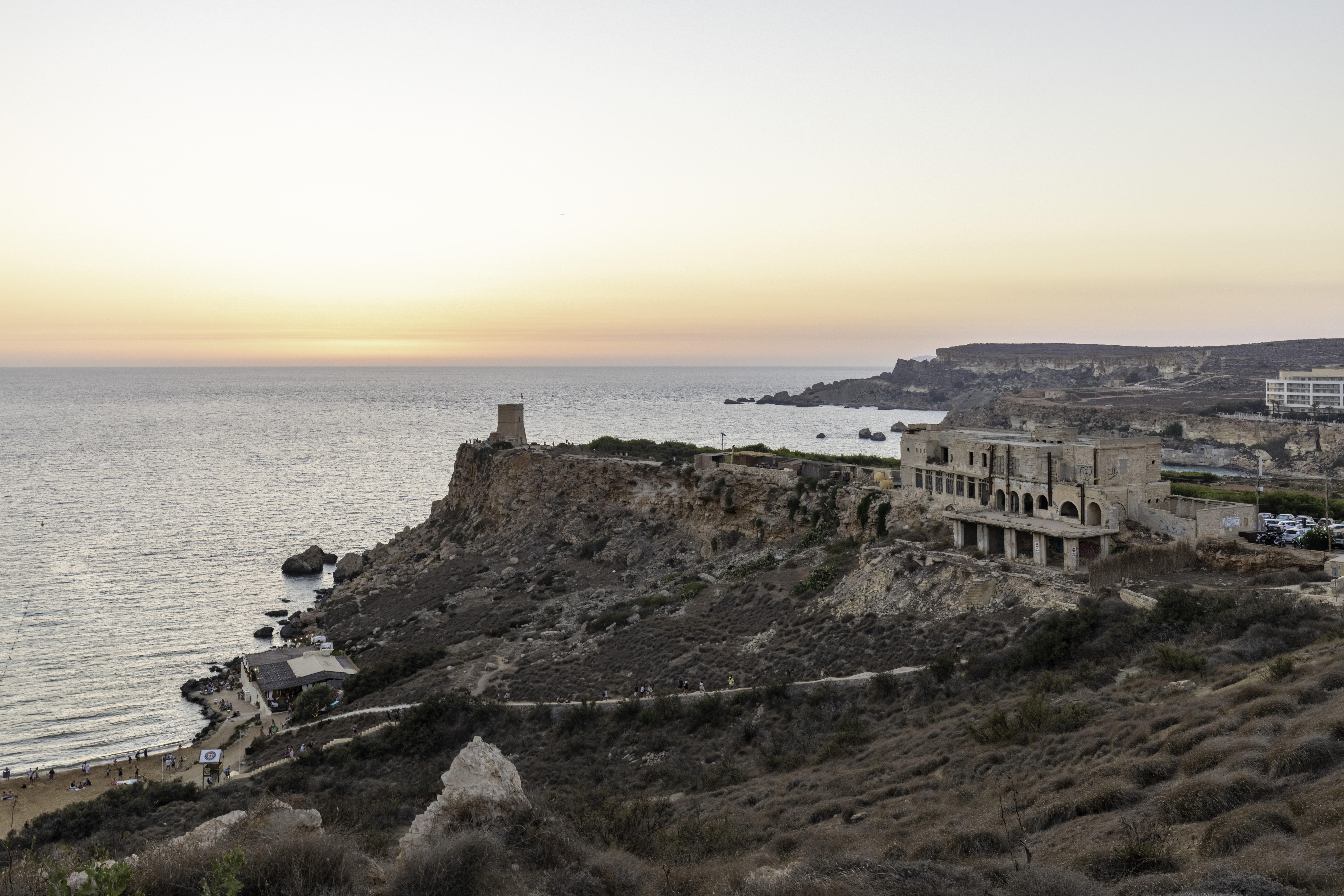

## Patrimoine et culture
Les thermes de Għajn Tuffieħa sont un site archéologique de l'époque romaine,correspondant à un système thermal de petite taille (balneum), daté de la fin du Ier siècle ou du début du IIe siècle ap. J.C.

### Tour hospitalière de Għajn Tuffieħa

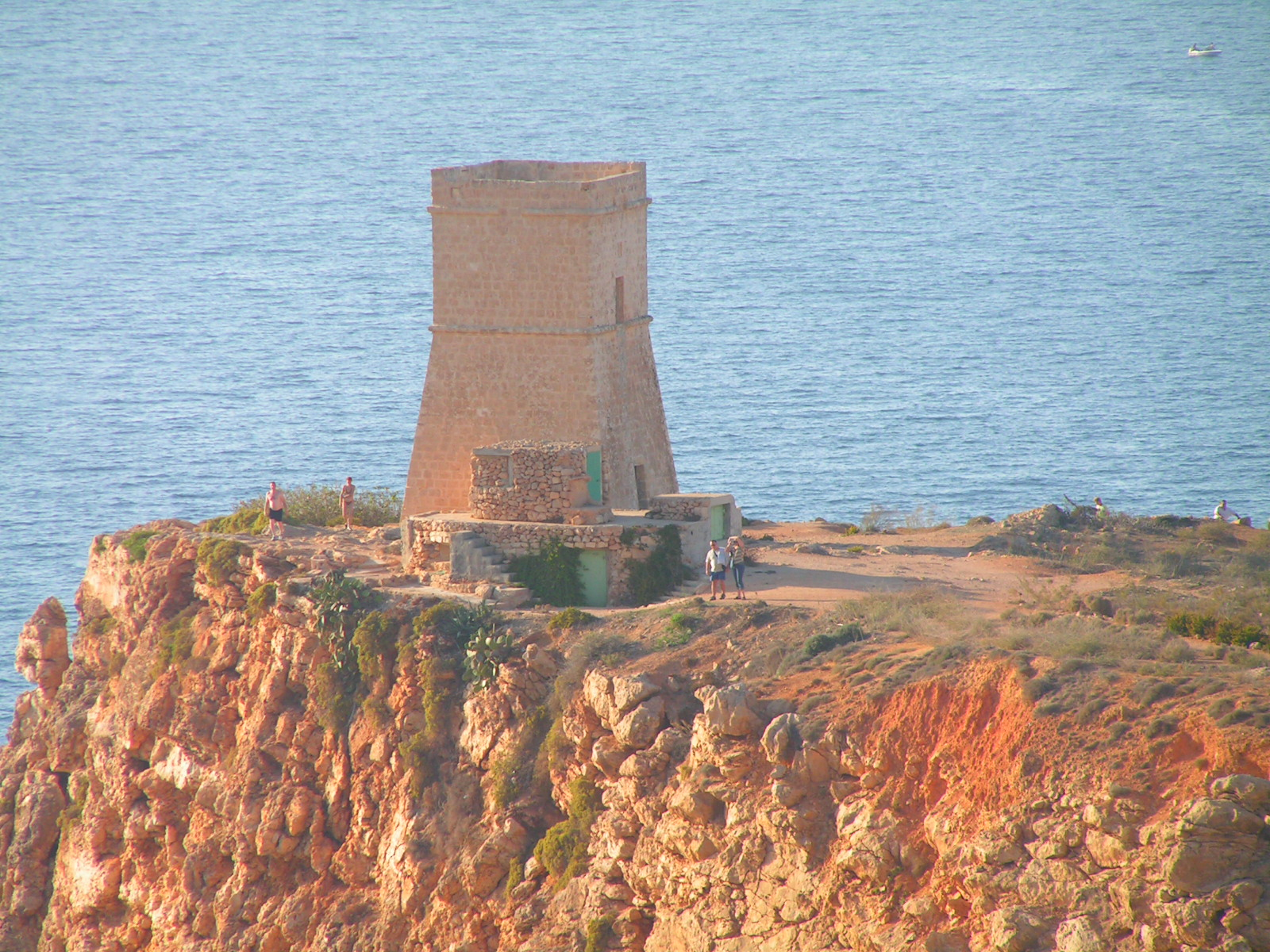
La tour Għajn Tuffieħa.

À la limite entre le Kunsill Lokali de Għajn Tuffieħa et celui de L-Imġarr se dresse la tour de Għajn Tuffieħa, une tour de défense construite en 1637. C'est l'une des sept tours construite par le grand maître hospitalier Jean-Paul de Lascaris-Castellar de l'Ordre de Saint-Jean de Jérusalem.

## Sources